# Africallagma sinuatum
Africallagma sinuatum är en trollsländeart som först beskrevs av Friedrich Ris 1921.  Africallagma sinuatum ingår i släktet Africallagma och familjen dammflicksländor. IUCN kategoriserar arten globalt som livskraftig. Inga underarter finns listade i Catalogue of Life.